# Airbag (filme)
Airbag é um filme da Espanha, Portugal e Alemanha dirigido por Juanma Bajo Ulloa e lançado em 1997.